# Iberger Tropfsteinhöhle
Die Iberger Tropfsteinhöhle, heute HöhlenErlebnisZentrum Iberger Tropfsteinhöhle (HEZ) bei Bad Grund im südniedersächsischen Landkreis Göttingen ist eine Tropfsteinhöhle mit  archäologischem Museum im Harz. Sie liegt im Kalk eines oberdevonischen Atollriffs des Iberges.
Der begehbare Teil der Höhle ist 123 Meter lang. Mit dem 78 Meter langen Hauptmann-Spatzier-Stollen, der Grube Gelber Stieg und der Oskar-Klingebiel-Grotte kommt die Höhle auf eine Gesamtlänge von 300 Metern. Die Iberger Tropfsteinhöhle und die weiteren im Iberg bekannten Höhlen sind Korrosionshöhlen, und zwar meistens der seltene Typ der Verwitterungshöhle. Bisher sind etwa 100 Höhlen im Iberg bekannt, von denen die Iberger Tropfsteinhöhle eine der größten ist.
In den Jahren 2006 bis 2008 wurde die Schauhöhle zum HöhlenErlebnisZentrum Iberger Tropfsteinhöhle mit den drei Hauptinhalten Faszination Höhle, Ein Riff auf Reisen und Die „älteste“ Familie der Welt erweitert.

## Geographische Lage
Die Tropfsteinhöhle liegt innerhalb des Oberharzes im Westteil des Naturparks Harz. Sie erstreckt sich im 562,6 m ü. NHN hohen Iberg, wobei ihr Eingang im Rahmen des Gebäudes Museum am Berg etwa 1,4 km nordöstlich oberhalb vom Zentrum der Bergstadt Bad Grund auf der Südostflanke des Iberges auf etwa 420 m Höhe liegt. 
Wenige Meter südlich führt die Harzhochstraße (Bundesstraße 242) am Höhleneingang vorbei (mit Parkplatz).
Das Höhlenerlebniszentrum (HEZ) ist mit der Buslinie 460 an das Liniennetz Osterode – Bad Grund –  Clausthal-Zellerfeld angebunden.

## Geschichte
Die Höhle entdeckten um 1500 vermutlich Bergleute, die nach eingelagertem Brauneisenerz suchten, das nach archäologischen Befunden seit etwa 600 vor Christus am und im Iberg geschürft wurde. Die erste Beschreibung von 1737 schildert eine Höhlenbefahrung des Wolfenbüttler Arztes und Naturforschers Franz Ernst Brückmann am 30. März 1723. Im Jahr 1874 wurden Wege und Treppen angelegt und die Schauhöhle konnte über vorerst einen Zugang ihren Betrieb aufnehmen. Ein späterer Stollen, der Hauptmann-Spatzier-Stollen, aufgefahren in den Jahren 1910 und 1911, wurde zum neuen Eingang. Dieser Stollen schnitt außer der Haupthöhle zwei weitere natürliche Hohlräume an, ein wahrscheinlich im 16. Jahrhundert ausgeräumtes Brauneisenerzlager im ehemaligen Eisenerzbergwerk Gelber Stieg und die so genannte Oskar-Klingebiel-Grotte mit sehr ausgeprägten Deckenkolken.
Die elektrische Beleuchtung wurde 1912 eingerichtet, im Jahre 1935 und in den 1950er-Jahren erweitert und im Dezember 1972 erneuert. Am 13. Februar 2013 wurde die Beleuchtungsanlage durch Leuchtdioden ersetzt. Die Kosten, die der Landkreis Osterode am Harz trug, beliefen sich auf etwa 100.000 Euro. Sämtliche Teile der alten Beleuchtungsanlage, wie Kabel, Schaltkästen und Haken wurden entfernt.
Seit Januar 2025 können Kinder die Iberger Tropfsteinhöhle erst ab einem Alter von vier Jahren besuchen. Zudem gibt es jetzt auch Eintrittskarten nur für das archäologische Museum.

## Geologie
Das Kalkmassiv des Ibergs erhebt sich über Bad Grund auf einer Fläche von etwa 1,5 Quadratkilometer. Seine Kalke treten an einigen Stellen als Steilklippen zutage. Es handelt sich ursprünglich um ein Korallenriff, das vor ungefähr 385 Millionen Jahren etwa an der Stelle in einem warmen Meer entstanden ist, wo heute Madagaskar liegt. Es bewegte sich infolge der Kontinentaldrift innerhalb von mehreren hundert Millionen Jahren zum heutigen Standort.
Der Iberg und die Iberger Tropfsteinhöhle stellen eine geologische Rarität mit einer in Europa vermutlich einzigartigen Höhlenentstehungsgeschichte dar. Das einstige Riffatoll begann sich vor etwa 385 Millionen Jahren zu bilden, vermutlich auf der Kuppe eines untermeerischen Seebergs oder Vulkans. Einige der einstigen Riffbewohner sind als Fossilien an Höhlenwänden erhalten. Vor etwa 370 Millionen Jahren hörten die Riffe weltweit auf zu wachsen. Vermutet werden Meeresspiegelschwankungen, die das Ökosystem so gravierend änderten, dass es zu einem Massensterben kam.
In den folgenden Jahrmillionen überdeckten mächtige Schichten von Erosionssedimenten das einstige Riff: Sie finden sich heute um den Iberg herum in Form von Grauwacken und Tonschiefern. Vor etwa 300 Millionen Jahren widerstand der Iberg einer ersten, der Variszischen Gebirgsbildung, wurde aber aus seiner Umgebung herausgequetscht und in sich zerrissen. Vor 100 Millionen Jahren begann sich der Harz zum zweiten Mal zu erheben. In den Rissen des Kalkklotzes stiegen heiße metallhaltige Wässer auf. Nicht nur viele Mineralarten bildeten sich, die metallhaltigen Wässer drangen auch in den Kalk ein und wandelten ihn stellenweise in das Eisenkarbonat Siderit um. Schließlich kam es zu einem in dieser Weise in Europa einzigartigen Höhlenbildungsprozess. Auslöser war die besonders starke Heraushebung des Harzes vor allem in den letzten 6 Millionen Jahren. Das Kalk- und Sideritgestein des Ibergs gelangte dabei in den Bereich von Sicker- und Grundwasser, und der darin gelöste Sauerstoff oxidierte das zweiwertige Eisen des Siderits, welcher dabei zu Brauneisenerz (Brauneisenstein, Limonit) verwitterte. Das dadurch freigesetzte Kohlendioxid wandelte sich im Grundwasser zu Kohlensäure, die das angrenzende Kalkgestein löste (Korrosion). Um die Erzlagerstätten herum bildeten sich so ungewöhnlich schnell die Höhlen im Iberg. Die Iberger Tropfsteinhöhle ist eine Korrosionshöhle, und zwar der seltene Typ der Verwitterungshöhle, da die Kohlensäure größtenteils aus der Verwitterung des Siderits und weniger aus Oberflächenwasser stammt.
Dem Brauneisenstein galt jahrhundertelang der Bergbau im Iberg. Die häufige Rotfärbung des Sinters in der Höhle rührt vom Eisen her. An manchen Stellen gibt es auch durch Kupfermineralien blaugrün verfärbten Sinter. Mit der Hebung des Harzgebirges fielen die bis dahin wassergefüllten Höhlen des Ibergs trocken, und Tropfsteine konnten sich bilden. Während der letzten drei Warmzeiten entstanden mächtige Bodentropfsteine wie der sogenannte Zwergenkönig Hübich und hohe Wandsinter wie der so genannte Versteinerte Wasserfall sowie die Zwergenorgel und viele jüngere Tropfsteine. Es wurden in historischen Zeiten ebenso wie noch im 20. Jahrhundert etliche Tropfsteine abgeschlagen.

## Tourismus

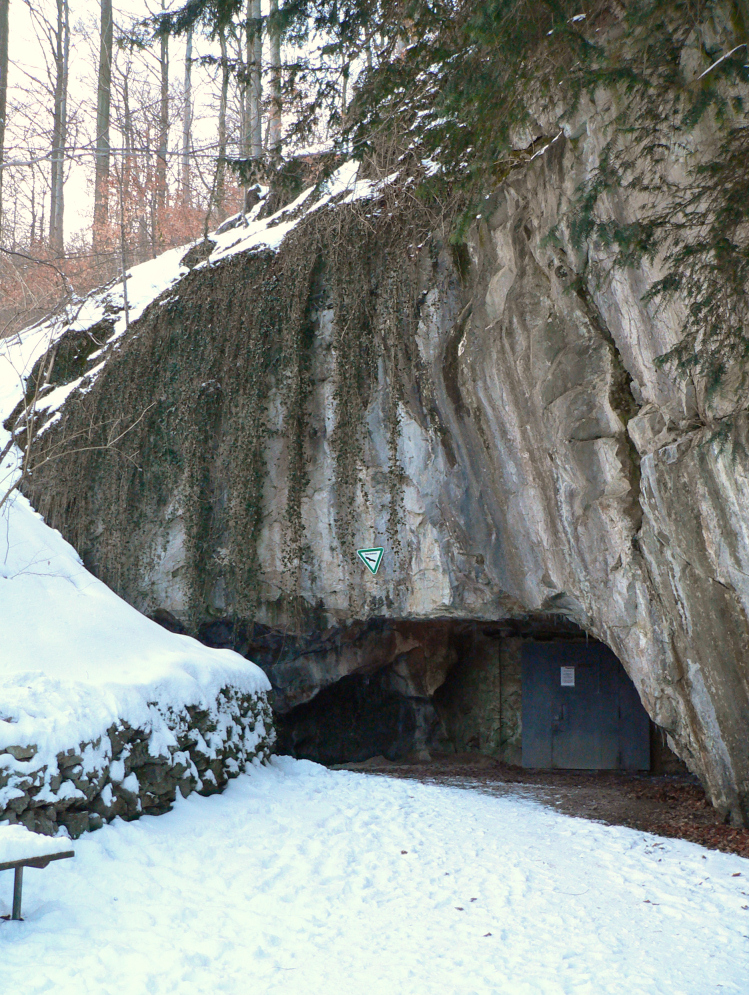
Früherer Höhleneingang bis 2008

Nach der Aufnahme des Betriebs als Schauhöhle 1874 war die Tropfsteinhöhle immer stark besucht und gilt seither als Touristenattraktion des Harzes. 1881 kamen etwa 500 Besucher, im Jahr 1913 bereits über 8.000. Im Jahre 1937 zählte man bereits 15.000 Besucher. Nach dem Zweiten Weltkrieg stiegen die Besucherzahlen enorm an. Das war dadurch bedingt, dass die beiden stark besuchten Rübeländer Tropfsteinhöhlen (Baumannshöhle und Hermannshöhle) für Touristen aus dem westlichen Deutschland nicht mehr zugänglich waren, da sie in der Sowjetischen Besatzungszone und späteren DDR lagen. Auch eine Verlegung des Haupteingangs und die Installierung einer ersten Effektbeleuchtung sorgten für hohe Besucherzahlen. 1972 wurden erstmals mehr als 200.000 Besucher gezählt. Nach der Wende brachen die Besucherzahlen massiv ein und sanken bis auf rund 50.000 Besucher im Jahre 2007. Der Besucherschwund erforderte Modernisierungen und zeitgemäße Angebote, um den Schauhöhlenbetrieb erhalten zu können. Der Umbau der Anlage durch den Landkreis Osterode am Harz als neuem Träger und die Firmierung als HöhlenErlebnisZentrum ab dem Jahre 2008 ließ die Besucherzahlen wieder ansteigen. In den Jahren 2010 bis 2014 lag die durchschnittliche Besucherzahl bei rund 67.000 Personen. Mit diesem Wert liegt die Schauhöhle im oberen Bereich der Schauhöhlen in Deutschland. Die gute Frequentierung ist auch auf die verkehrsgünstige Lage unmittelbar an der Bundesstraße 242 zurückzuführen, bei der es sich um einen der Hauptzubringer von Tagestouristen in den Oberharz handelt.

## Umgestaltung zum Erlebniszentrum
In den Jahren 2006 bis 2008 ist die Höhle mit neuen Angeboten erweitert worden und firmiert seither unter der Bezeichnung HöhlenErlebnisZentrum. Dabei wurde am Parkplatz der Bundesstraße direkt vor dem Iberg ein modernes, würfelförmiges Bauwerk mit dem Museum am Berg errichtet, das das ehemalige Kassenhäuschen im Wald ersetzt. Im Gebäude beginnt ein 160 Meter langer, etwa 17 Prozent ansteigender, neu aufgefahrener Stollen. Er ist der Ausstellungsbereich des Museums im Berg. Daran schließt sich im Berginneren die Iberger Tropfsteinhöhle an. Seit der Umgestaltung ist die Höhle ganzjährig und witterungsunabhängig zu besuchen. Die Erweiterung der Schauhöhle geht auf eine Initiative des Kreisarchäologen Stefan Flindt zurück und wurde im Auftrag des Landkreises Osterode am Harz unter der Leitung von Landesdenkmalpfleger Reinhard Roseneck, der zwei Jahre zuvor bereits das ZisterzienserMuseum im Kloster Walkenried konzipiert hatte, durchgeführt. Die archäologischen Funde aus der nahegelegenen Lichtensteinhöhle erhielten im Laufe der Konzeptionsphase für die internationale Forschung ein immer entscheidenderes Gewicht. Die Kosten für die Errichtung des HöhlenErlebnisZentrums betrugen inklusive Auffahren des Stollens 3,85 Millionen Euro.

### Tropfsteinhöhle
Der eigentliche Höhlenbereich der Iberger Tropfsteinhöhle, zugänglich über den Neubau und den darin beginnenden, 160 Meter langen Stollen ins Berginnere, firmiert seit der 2008 abgeschlossenen Umgestaltung als Faszination Höhle. Er ist nur mit Führung zu besuchen. Die Entstehung des Ibergs als Korallenriff und der Höhle durch Verwitterung von Eisenerz machen sie europaweit einzigartig, ebenso ihre enge Verknüpfung zum historischen Bergbau. Dabei zählt die Höhle eher zu den kleineren Schauhöhlen in Deutschland. Kinder erfahren sie als das Reich des Zwergenkönigs Hübich, der der Sage nach mit seinem Volk unter dem Hübichenstein und im Iberg lebt.

### Museum im Berg
Das Museum im Berg befindet sich innerhalb des neu aufgefahrenen 160 Meter langen Verbindungsstollens vom Neubau zur Tropfsteinhöhle. Die Ausstellung trägt das Motto Ein Riff auf Reisen. Die Entstehung des Ibergs als Korallenriff und seine anschließende Wanderung zum heutigen Standort, die Mineralien und der Bergbau am und im Iberg werden anhand eines Zeitstrahls an drei Ausstellungsstationen dargestellt.

### Museum am Berg

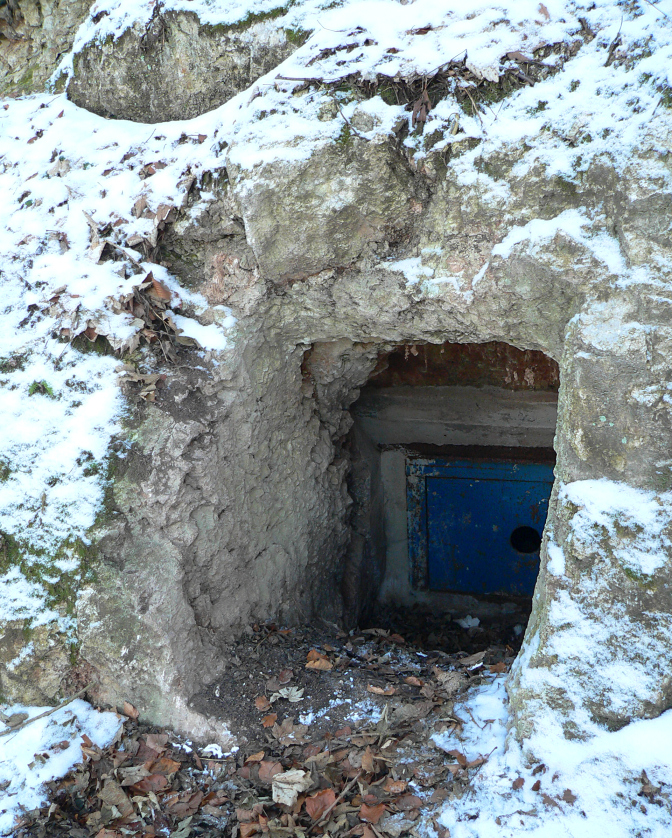
Eingang der Lichtensteinhöhle

1980 in der Lichtensteinhöhle vorgefundener Knochenhaufen

Das Museum am Berg innerhalb des Neubaus widmet sich der etwa 15 Kilometer entfernten, im Karstgürtel des südlichen Harzvorlandes gelegenen Lichtensteinhöhle. Die Museumsausstellung präsentiert die bislang älteste genetisch nachgewiesene Großfamilie der Welt aus der Bronzezeit. In der Höhle wurden 1980 die Knochen von Menschen aus der späten Bronzezeit gefunden und von 1993 bis 2011 geborgen. Unter den idealen Bedingungen in der Höhle waren die Knochen von mindestens 65 Menschen (Stand 2012) so gut erhalten, dass Anthropologen der Universität Göttingen anhand der Knochen das Verfahren zur Analyse alter DNA weiterentwickeln und erstmals familiäre Strukturen einer urgeschichtlichen Menschengruppe erfassen konnten. Die Höhle war ein Familiengrab, da ein Teil der Toten nah miteinander verwandt war. Durch vergleichende DNA-Tests an 278 heute in der Umgebung der Lichtensteinhöhle lebenden Probanden im Jahr 2007 wurden zwei hochwahrscheinliche Nachfahren eines Mannes aus der Lichtensteinhöhle ermittelt sowie etwa 40 Männer, unter denen sich wahrscheinliche Nachfahren zweier weiterer Männer aus der Lichtensteinhöhle befinden.
Das Museum behandelt das Leben in der Bronzezeit und zeigt fast alle Funde aus der Lichtensteinhöhle, wie Bronzeschmuck, Ringe, Armreifen und Gehänge, Blechbeschläge, Gürtelhaken und Knöpfe, Perlen, Amulette, Werkzeuge und Pfeilspitzen. Ebenso sind die Spuren kultischer Feiern ausgestellt, wie Scherben, Nadeln und Ahlen, verkohlte Feldfrüchte, Pflanzen- und Speisenreste, Tierknochen. Da die enge Höhle für die Öffentlichkeit nicht zugänglich ist, wurde sie in einem 13 Meter langen Abschnitt originalgetreu nachgebaut. Dieser Abschnitt, in dem die archäologischen Funde lagerten, kann in der Ausstellung begangen bzw. durchkrochen werden. Auch die wahrscheinlichen Nachfahren werden vorgestellt. Verschiedene Medien, Filme zur Wissenschaft und Klanginstallationen bereichern die Vermittlung.
Aus der Gruppe der Toten wurde eine Kleinfamilie (Vater, Mutter, Tochter) anhand der Schädel mittels Gesichtsrekonstruktion sowie aufgrund von DNA-Erkenntnissen plastisch rekonstruiert.
Im Jahr 2017 fasste der Kreistag des Landkreis Göttingen den Beschluss zur Erweiterung des Höhlenerlebniszentrums (HEZ) in Bad Grund. Neue archäologische Funde aus der Lichtensteinhöhle machten den Anbau nötig. Waren 2008 noch 40 Individuen identifiziert, so sind es jetzt 57, mehr Generationen und eine neue Verteilung der familiären Untergruppen der Großfamilie. Insgesamt umfasst der neue Anbau eine Fläche von 536 m².
Im Untergeschoss des Anbaus befindet sich das neue Foyer mit neuem Kassenbereich und Shop sowie einige Wirtschaftsräume und neue Toiletten. Der 4,97 Millionen Euro teure Erweiterungsbau des HEZ wurde nach zwei Jahren Bauzeit am 21. April 2023 durch den Göttinger Landrat Marcel Riethig eröffnet.
Auf der größeren Ausstellungsfläche können jetzt mehr Funde aus der Lichtensteinhöhle und die neusten Forschungsergebnisse gezeigt werden. Die Ausstellung ist thematisch aufgeteilt, gekennzeichnet durch ein Besucherleitsystem und einem Audioguide in den Sprachen Deutsch, Englisch, Dänisch und Niederländisch. Zudem gibt es jetzt auch verschiedene interaktive Stationen, an denen die Besucher noch tiefergehende Informationen erfahren, wie z. B. die Augenfarbe, die Haarfarbe oder die Blutgruppen der in der Lichtensteinhöhle bestatteten Personen.
Der Eingang ist in die Mitte des Gebäudes versetzt worden, dadurch hat auch die Cafeteria mehr Platz dazu gewonnen.

## Auszeichnungen
- 2011 erhielt das Museum den Museumspreis 2011 der Niedersächsischen Sparkassenstiftung.
- 2015 bekam das Museum das Zertifikat KinderFerienLand Niedersachsen verliehen.[11]
- 2023 erhält das Höhlen-Erlebnis-Zentrum das Zertifikat Reisen für Alle der Niedersächsischen Landesregierung.[12]
- 2024 wird das HEZ mit dem Museumsgütesiegel zertifiziert.[13]
- Im August 2024 wird das HEZ mit dem Qualitätssiegel ServiceQualität Deutschland[14] des Deutschen Tourismusverbandes (DTV) ausgezeichnet.[15]

## Sonstiges
Eigentümer der Iberger Tropfsteinhöhle sind die Niedersächsischen Landesforsten. Träger des HöhlenErlebnisZentrums (HEZ) ist der Landkreis Göttingen, wobei sich die Einrichtung selbst tragen muss.